# Rosina Dorothea Schilling-Ruckteschel
Rosina auch Rosine Dorothea Schilling-Ruckteschel auch Ruckteschlin, Rucktäschel, Ruckdäschel, Rückteschel (* 1. April 1670 in Leopoldsgrün; † 3. Dezember 1744 in Stübach) war eine pietistische Schriftstellerin der Barockzeit.

## Leben
Rosina Dorothea Schilling war die Tochter des Pfarrers Georg Schilling und Johanna Maria Schilling. Sie erhielt ihre Erziehung durch ihren lutherisch-orthodoxen Vater und ihrer reformierten Mutter. Schilling wandte sich bereits in ihrer frühen Jugend der Frömmigkeit zu. Sie besuchte zusammen mit ihrem Vater Privatversammlungen des bayreuthischen Hofpredigers Johann Heinrich Hassel. Als Vertreter des Pietismus trat Hassel für eine Erneuerung des christlichen Lebens ein und beeinflusste Rosina Dorothea Schilling in ihrem Glauben. Hassels Beispiel folgend wandte sie sich ebenfalls dem Pietismus zu.
Im Jahr 1702 lernte sie Johann Ruckteschel kennen, zu dem sie ein vertrautes Verhältnis aufbaute. Sie selbst bezeichneten das Verhältnis als eine eher bruder- und schwesterliche Freundschaft. Johann Ruckteschel und die damalige Rosina Dorothea Schilling standen beide für ein eheloses Leben ein, da dies ein intensiveres Glaubensleben fördere. Um ihr vertrautes Verhältnis aufrechterhalten zu können, heirateten die beiden schließlich doch. Vom Kreis ihrer Freunde und Korrespondenten, darunter der theosophische Johann Georg Gichtel, wurden die beiden dafür startk kritisiert. Gichtel warf Rosina Dorothea Schilling vor, ihren Mann zum Vollzug der körperlichen Ehe gedrängt und ihn verführt zu haben. Doch die beiden lebten auch nach ihrer Hochzeit in Keuschheit. Während Johann Ruckteschel zuerst in Markt Burgbernheim und anschließend im nahegelegenen Dorf Stübach Pfarrer fungierte, war Rosina Dorothea Schilling-Ruckteschel als Pfarrfrau tätig und trat für den Pietismus ein. Sie schrieb Verteidigungsschriften und Korrespondenzen, die sie auch nach dem Tod ihres Mannes im Jahr 1722 fortführte. Nach ihrem eigenen Tod wurde sie aufgrund ihres Separatismus von der Kirche ohne Leichenpredigt begraben. Stattdessen hat sie eine eigene Predigt verfasst, die nach ihrem Tod veröffentlicht wurde.

## Werk
Rosina Dorothea Ruckteschel-Schilling schrieb 1697 ihre erste Verteidigungsschrift Das Weib auch ein wahrer Mensch gegen die unmenschlichen Lästerer weibl. Geschlechts. Darin spricht sie die weibliche Gottebenbildlichkeit an und erinnert die Männer an den Wert der Frauen und dass diese ebenso geehrt werden sollen. Damit sprach die Schriftstellerin stellvertretend für viele andere Frauen, da Frauen im 17. Jahrhundert kaum die Möglichkeit hatten, sich in der Öffentlichkeit zu äußern. Sie kritisiert die Überzeugung, dass Frauen nur zuhause bleiben sollten. Das Werk verursachte bei seiner Erscheinung in Bayreuth einen Skandal. Die Kurfürstin Christiane Eberhardine, eine Widmungsempfängerin von Schilling-Ruckteschels Schrift, setzte sich für den Schutz des Werkes ein und verhinderte die Indizierung. Allerdings brachte sie auf die Gegner der Schrift zum Schweigen und verhinderte dadurch vermutlich eine weitere Auseinandersetzung, weshalb der Text in Vergessenheit geriet. Zu ihren weiteren Schriften gehören unter anderem einige Gedichte und Briefe, darunter zwei Trauergedichte und zwei Hochzeitsschriften.  In den Briefbeständen der Schriftstellerin an August Hermann Francke erzählt Schilling-Ruckteschel über ihr Leben.
Einen weiteren Aspekt ihrer Arbeit stellen ihre Korrespondenzschreiben dar, die sie an zeitgenössische Gelehrte und Geistliche richtete. Darin behandelte Rosina Dorothea Schilling-Ruckteschel verschiedene Themen und Anlässe. Die Schriften enthalten unter anderem weitere Kasualgedichte, die Frage nach dem Schweigen der Frau in der Gesellschaft und eine Debatte um die Heiligung. Außerdem schrieb sie über die Verfolgung der „wahrer Christen“ und über verschiedene Unterdrückungsarten innerhalb der religiösen Gesellschaft. Zudem gab Schilling-Ruckteschel Einblicke in ihr eigenes Leben und berichtete, welche Glaubensinhalte sie vertreten hat. Die Schriftstellerin und Pfarrfrau richtete sich offen gegen Kirchenväter wie Martin Luther. Dabei nannte sie Luther einen Narren und kritisierte den Begriff „lutherisch“, da sie fand, dass eine religiöse Strömung und deren Anhänger nicht nach einem Kirchenvater, sondern nach Jesus Christus benannt werden sollten. Stattdessen bekannte sie ihren Glauben zu St. Paulus, da dieser eine Kirche vertrete, wo „Christus das Haupt ist“. Besonders in ihrer selbst verfassten Leichenpredigt übte sie Kritik an der lutherschen Orthodoxie aus. Die Schriftstellerin kritisierte zudem, dass das Schreiben von Leichenpredigten durch viele Geistliche des Geldes wegen missbraucht wurde. Da sie nach ihrem Tod weder ein falsches Lob noch unwahre Beschuldigungen haben wollte, entschied sie sich dazu, ihre Leichenpredigt selbst zu verfassen.
Die Forschung hält fest, dass sich Ruckteschel mit ihren Schriften für eine individuelle Glaubensüberzeugung eingesetzt und Akzeptanz für ein abweichendes religiöses Sozialverhalten innerhalb der Gesellschaft gefordert habe. Zudem habe sie durch ihr Werk aktiv bestehende Missstände ändern und gegen frauenverachtende Gesellschaftsnormen vorgehen wollen. Die Schriftstellerin sagte jedoch selbst über ihre Schriften, dass sie diese nicht aus Selbstüberzeugung geschrieben habe, sondern stets zu ihrer Verteidigung.

## Schriften
- Das Weib auch ein wahrer Mensch gegen die unmenschlichen Lästerer Weibl. Geschlechts, o. O. 1697.
- Den Lang verlangten und glücklich erlangten Kern der Tugend, sollte als der ... Rechts-gelährte Hr. Johan[n] Kern, Not. Caes. Publ. und HochFreyherl. Steinischer wohlbestallter Verwalter in Isar und Joditz mit der ... Jungfer Barbara Maria deß ... Herrn Johann Heinrichs Sartori bestmeritirten Pfarrers in Benck einige Jungfer Tochter Am Sontag Reminiscere als den 8 Februarii Anno 1696 sich Ehelich trauen ließ, o. O. 1696 (Online).
- Die Liebens-würdigste Gemahlin eines Fürsten Sophia, Wurde, Als Der Durchleuchtigste Fürst und Herr, Herr Georg Wilhelm, Marggraff zu Brandenburg ... Seine HochFürstl. Gemahlin Die Durchleuchtigste Fürstin und Frau, Frau Sophia, Marggräfin zu Brandenburg ... in Dero Residenz nach Bayreuth heimholete, Hof: Mintzel 1699 (Online).
- Die sich selbst untereinander verurtheilende Gedancken bey Veranlassung des... Todes-Falls... Justinen Theodoren Reinelin.../ verfasset durch Rosina Dorothea Ruckteschlin..., o. O. 1711 (Online).
- Eröffnete Correspondenz Derer Send-Schreiben 1 (1730) - 2,8 (1738) (Online).
- Grab- und Denck-Mahl oder kindliches Ehren-Gedächtnüß... Johannae Mariae Schillingin.../ auffgerichtet von Johann Rucktescheln. O.O. 1715 (Online).